# Pseudatemnus lawrencei
Pseudatemnus lawrencei är en spindeldjursart som beskrevs av Beier 1947. Pseudatemnus lawrencei ingår i släktet Pseudatemnus och familjen Withiidae. Inga underarter finns listade i Catalogue of Life.